# Анрі Картан
Картан Анрі Поль  (фр. Henri Paul Cartan; 8 липня 1904, Нансі, Франція — 13 серпня 2008, Париж, Франція) — французький математик, син Елі Жозефа Картана. Закінчив Вищу нормальну школу (1926). Професор Паризького університету (1940). Член Геттінгенської академії наук.
Основні роботи відносяться до теорії аналітичних функцій багатьох змінних, топології і гомологічної алгебри. Щорічний семінар у Вищій нормальній школі, присвячений викладу новітніх результатів в цих розділах математики, а також в геометрії алгебри і теорії автоморфних функцій, сприяв пропаганді новітніх результатів в цих областях і поширенню характерних для французької математичної школи мови і стилю мислення.
Був одним із засновників групи Бурбакі і найбільш активним її учасником.